# Bhopál állam
Az egykori Bhopál ('भोपाल रियासत / بھوپال ریاست) független állam volt a 18. századi Indiában, majd egy ún. 19 ágyúlövéssel üdvözlendő hercegi állam az Indiai brit birodalomban 1818-tól 1947-ig, végül független állam 1947 és 1949 között. Első fővárosa Iszlamnagar, később Bhopál volt.

## Története
Az államot egy pastun afgán mogul katona, Doszt Mohamed kán (1672-1728) alapította. Álamgír halála után zsoldosként szolgált különböző helyi főnököknek az ingatag Malvában. 1709-ben bérbe vette a Beraszia birtokot. Később a Mangalgari rádzsput hercegséget bitorolta és Rani Kamlapati Gondi királyságát, női uralkodóinak halála után, akiket, mint zsoldos szolgált. Számos más területet is csatolt államához Malvában.
A korai 1720-as években a kán Bhopál városát megerősített várossá változtatta és felvette a naváb címet. A kán közeli kapcsolatba került a Szajjid fivérekkel, akik rendkívül befolyásosak voltak és királyokat emeltek trónra. Ez a kapcsolata ellenséges viszonyt hozott magával a mogul nemessel, Nizam-ul-Mulkkal, aki 1724 márciusában elfoglalta Bhopált és arra kényszerítette a kánt, hogy mondjon le országa nagy területeiről. Fiát túsznak vitték és elfogadta a nizám fennhatóságát.
Doszt Mohamed kán és afgán társai iszlám befolyást hoztak a megalapított Bhopál kultúrájába és építészetébe, melyeknek romjai a mai napig megtalálhatók Iszlamnagarban, Bhopál mellett. A kán halála után 1728-ban a Bhopál állam a nizám befolyása alatt maradt. Az állam a maratháknak is adót fizetett.
Faiz Mohamed kán naváb (1742-1777) a fővárost áthelyezte Iszlamnagarból Bhopálba. Vallásos remete volt, és az államot mostohaanyja, Mamola Bai irányította. Az állam brit védnökség alá került 1818-ban és 1949-ig Doszt Mohamed kán utódai uralták. A britek távozása után 2 évig az állam független államként létezett.
1730-re a marathák a régióba érkeztek és az államnak meg kellett küzdenie területi épségéért csakúgy, mint az uralkodó családnak helyt kellett állnia a belső hatalmi harcokban. A marathák számos szomszédos államot hatalmukba kerítettek, nyugaton Indaurt is bele számítva és Gválijárt északon, de Bhopál megmaradt muszlim államnak Doszt Mohamed kán utódai alatt. Ezt követően Vazir Mohamed kán naváb, aki egy ügyes hadvezér volt, felépített egy valóban erős államot, amely helytállt számos szomszédjaival való küzdelemben.
Dzsahángir Mohamed kán naváb az erődtől egy mérföldnyire megalapított egy katonai szálláskörzetet. Ezt róla Dzsahángirabadnak nevezték el. Barakkokat és kerteket építtetett itt a brit vendégeknek és katonáknak.
1778-ban, az első angol-maratha háború idején, amikor Thomas Goddard brit tábornok, India szerte hadakozott, Bhopál azon kevés államok közé tartozott, amely baráti viszonyát a britekkel megtartotta. 1809-ben, a második angol-maratha háborúban, Close tábornok hadjáratot vezetett Közép-Indiába. A Bhopáli naváb kérelmezte a brit védnökséget. 1817-ben amikor kitört a harmadik angol-maratha háború, aláírtak egy vazallusi szerződést a brit kormány és Bhopál navábja közt. Bhopál mindvégig az Indiai brit uralom támogatója maradt.
1818 február-márciusában Bhopál az angol-Bhopáli szerződés (a Brit Kelet-indiai Társaság és Nazar Mohamed naváb közt) értelmében az Indiai brit birodalom hercegi állama lett. Bhopál magába foglalta a mai Bhopál, Raiszen és Szehor körzetet és a Közép-Indiai Ügynökség része volt. Területe a Vindhja-hegyláncon terjeszkedett el, északi régiói a Malva fennsíkra nyúltak, míg délen a Narmada-folyó völgyébe, míg maga a folyó az állam déli határát képezte. A Közép-Indiai Ügynökség keretén belül szervezték meg a Bhopáli Ügynökséget, mint közigazgatási egységet, amely magába foglalta Bhopál államát és néhány hercegi államot északkeleten, mint Kilcsipur, Narszingar, Rádzsgar és 1931 után a Déva államok.

## Bhopál navábjai
| Doszt Mohamed kán  | 1707 – 1728 |
| Jar Mohamed kán    | 1728 – 1742 |
| Faiz Mohamed kán   | 1742 – 1777 |
| Hajat Mohamed kán  | 1777 – 1807 |
| Gusz Mohamed kán   | 1807 – 1826 |
| Vazir Mohamed      | 1807 – 1816 |
| Nazar Mohamed kán  | 1816 – 1819 |
| Kudszia bégum      | 1819 – 1837 |
| Dzsahángír Mohamed | 1837 – 1844 |
| Szikander bégum    | 1860 – 1868 |
| Dzsahán bégum      | 1844 – 1860 |
| Dzsahán bégum      | 1868 – 1901 |
| Kaikuszrau bégum   | 1901 – 1926 |
| Hamidullah kán     | 1926 – 1949 |

A bégumok uralkodása – 1819 és 1926 között az országot négy nő igazgatta, a bégumok, ami egyedi volt a korabeli királyságokban. Kudszia bégum (Qudsia Begum) volt az első nő, aki uralkodott, akit egyetlen lánya, Szikandar bégum követett a trónon, majd annak Dzsahan bégum sah nevű lánya következett a trónon. Szultán sah Dzsahan bégum volt az utolsó nő a trónon, aki 25 év után lemondott fia, Hamidullah kán javára. A bégumok uralma idején épültek a városban a szökőkutak, továbbá a vasutak, a postarendszer és 1907-ben megalakult az önkormányzat.
1819-ben, férje meggyilkolása után, a 18 éves Kudszia bégum (Gohar Begam) vette át a hatalmat. Ő volt Bhopál első női uralkodója. Annak ellenére, hogy írástudatlan volt, elutasította a purdah (a nők fizikai elkülönítésének, illetve testük befedésének követelménye vagy szokása bizonyos iszlám vallású területeken, illetve India egyes hinduk lakta részeiben) tradíciót. Kinyilvánította, hogy a trónon 2 éves lánya, Szikander fogja őt követni mint uralkodó. A család egyetlen férfitagja sem vonta kétségbe elhatározását. Reggelijét és vacsoráját csak azután fogyasztotta el, hogy elvégezte reggeli, illetve napi teendőit. Ő építette a Dzsama Maszdzsidot (egy mecset) és csodálatos palotáját, a Gohar Mahalt (vagy Nazar Bagh) Bhopálban. 1837-es haláláig megfelelően felkészítette lányát az uralkodásra.
1844-ben Szikander Dzsahan bégum vette magához a hatalmat Bhopálban. Anyjához hasonlóan elvetette a purdahot. Katonai kiképzést is kapott és uralkodása idején számos hadjáratot viselt. Az 1857-es szipolylázadás idején a britek oldalára állt és elfojtott minden lázongást ellenük. Számos közjóléti intézkedést tett, utakat építtetett, felújíttatta az erődöt.  Felépíttette a Moti Maszdzsidot (Mecsetek gyöngye) és a Moti Mahalt (Gyöngypalota).
Szipolylázadás – a lázadást Bhopálban azonnal az elején elnyomta. 1857 júniusára a lázadás Bhopál szomszédságába úgy, mint Indaurba, Mhovba és Nímacsba is eljutott. Július elején Baksi Muravat Mohamed kán Naszrat Dzsang informálta Szikander bégumot, hogy a lázadók Bhopál felé vették útjukat. Megparancsolta a kánnak, hogy verje vissza a Mhov irányából közeledő lázadókat.
Néhány Bhopáli mecsetben a Brit Kelet-indiai Társaság ellen dzsihádot hirdettek a maulvik (iszlám vallási vezetők) és pastuk (afgán törzs). A lázadók kapcsolatban álltak Rani Laksmibaival Dzshábszíból, Tatya Topéval, Tonk navábjával, Banda navábjával és másokkal. Elismerték II. Bahádur sahot India császárának és ajándékokat küldtek neki Delhibe, lovakat és pénzt.
Azt is jelentették, hogy a lázadók úgy mozgósították az embereket, hogy csapatikra (keletlen tésztájú lapos kenyér) írt híreket terjesztettek a falvakban. Szikander bégum megtiltotta ezeknek a csapatiknak a terjesztését. Megkövetelte minden falu elöljárójától, hogy a tilalom megszegését azonnal jelentsék a legközelebbi rendőrőrsön. Megtiltott minden lázadó irat terjesztését akár a földön feküdt, akár a falra volt ragasztva. Maulvi Abdul Qajjam, a fatehgari erőd rendőrparancsnoka 500 röpiratot terjesztett el, amit a kanpuri lázadók adtak ki. A röplap azt állította, hogy a britek beavatkoznak a hinduk és mohamedánok szabad vallásgyakorlásába és lázadásra ösztökélte z embereket. Szikander bégum eljárást indított Maulvi ellen, akit összeesküvéssel vádolt. Kiadott egy cáfolatot, melyben elutasította, hogy a britek bármilyen módon beavatkoznának vallási ügyekbe.
Bhopál Beraszia körzetében a lázadó vezérek, Sadzsát Pindari kán és Dzsahángír Mohamed kán egy kis csapatot állítottak össze 70 szipolyból. 1857. július 14-én megtámadták Berasziát. A lázadók kifosztották a várost és meggyilkolták Babu Szubh Raot, a helyettes politikai ügynököt, Munsi Mukhdum Bakst és több brit lojalistát. Kifosztották a helyi kincstárat és elragadták a meggyilkolt hivatalnokok kincseit. Szikander bégum lépéseket tett a berasziai lázadók ellen és menekülésre kényszerítette őket. Sadzsát Pindari kán el akart menekülni Fazil Mohamed kánhoz, Garhi Ambapani dzsagirdarjához vagy a narszingari Bavani Szing herceghez. Ám kémek segítségével elfogták és a Szehorei börtönbe vetették követőivel egyetemben. A város mecsetje mellett akasztották fel fiával együtt, majd eltemették egy madhuka fa alá.
Dzsahan bégum sah – Szikander bégum utódja, Dzsaham Began sah (1844-1860 régens, majd 1868-1901 uralkodó), mogul névrokonához hasonlóan a szenvedélye az építészet volt. Hatalmas kisvárost építtetett, amit ő utána Sahdzsahanabadnak neveztek el. Magának is építtetett egy új palotát, a Tadzs Mahalt (nem szabad összetéveszteni az agraival). De más megkapó épületeket is emeltetett, mint Ali Manzil, Amir Gandzs, Barah Mahal, Be nazir épület együttes, Kavaszura, Mogulpura, Nematpua és Navab Manzil. Ma a Tadzs Mahal romjai láthatók és más építményeké, melyek kiállták az idő próbáját, mint Barah Mahal és Navab Manzil. Uralkodása idején 1900-ban a monszun esőzések hiánya komoly éhínséghez vezetett Bhopálban. Dzsahan sah legjelentősebb vívmányai közé tartozott a gazdaság felvirágzása. Uralkodása idején Bhopálnak volt a legmagasabb nemzeti összterméke, amihez a kézművesség és aranyművesség járultak hozzá.
Kaikhuszrau Dzsahán bégum (1858-1930) – Dzsahán bégum sah lánya volt, aki 1901-ben követte anyját a trónon és fia javára mondott le a trónról 1926-ban. Tovább erősítette a nők emancipációját és modern önkormányzatot vezetett be 1903-ban. Saját palotája volt, a Szadar Manzil (ma itt székel a Bhopáli törvényhatósági társaság). Saját elkerített mini-várost építtetett, amit Ahmedabadnak (van hasonló nevű város Gudzsarátban is) neveztek el elhunyt férje alapján. A Kaszer-e-szultani palotát (ma Szaifia egyetem) is ő építette. A bégumok békés uralma egy egyedi, kevert kultúra felemelkedéséhez vezetett Bhopálban. A hinduk is fontos közigazgatási pozíciókba juthattak az államban. Ez a közösségi békéhez vezetett és kozmopolita kultúra vert gyökeret.
India függetlenségét követően Bhopál volt az utolsó állam, amely aláírta a csatlakozási egyezséget. Az utolsó naváb 1948 decemberében kifejezte azon kívánságát, hogy Bhopál maradjon független állam. Ez oda vezetett, hogy egyesek a naváb ellen agitáltak. Ezért többek közt Sankar Dajal Sarmát és Bai Ratan Kumar Guptát is bebörtönözték. Később a politikai foglyokat elbocsájtották és a naváb 1949. április 30-án aláírta a csatlakozást Indiához. Az állam csatlakozása után Szindi menekültek telepedtek le Pakisztánból Bairagarban, Bhopál nyugati külvárosába. Hamidullah kán legidősebb lánya, Abida Szultán, lemondott címéről és Pakisztánba költözött 1950-ben. Az új állam külügyi hivatalában dolgozott.

## Fordítás
- Ez a szócikk részben vagy egészben  a   Bhopal State című angol Wikipédia-szócikk ezen változatának fordításán alapul.  Az eredeti cikk szerkesztőit annak laptörténete sorolja fel. Ez a jelzés csupán a megfogalmazás eredetét és a szerzői jogokat jelzi, nem szolgál a cikkben szereplő információk forrásmegjelöléseként.